# دهستان گاکیلینگ (سرپانگ)
دهستان گاکیلینگ (به لاتین: Gakiling Gewog) یک دهستان در کشور بوتان است که در ناحیهٔ سرپانگ واقع شده‌است.